# KBSホール (日本)
KBSホールは、京都府京都市上京区にある京都放送（KBS京都）放送会館内にある多目的ホールである。京都放送が運営している。

## 概要
内部には、1970年に徳力彦之助・徳力康乃夫妻が製作したステンドグラス「天地創造」が設置されている。一時期はテレビクロージングでステンドグラスが流れていた。
定員は約1,000名。
KBS京都テレビ・ラジオで放送される番組の公開収録、生放送、プロレスリング・ノア、DRAGONGATEなどといったプロレスやボクシングの興行、その他各種イベントも行われている多目的ホールとなっている。ボクシング興行はKBS京都にて「LIVE BOXING」として生中継される。